# 黃騰春
黃騰春（1550年—1602年），字序賓，號怡堂，留守左衛匠籍，福建興化府莆田縣涵江人，明朝政治人物。

## 生平
萬曆七年（1579年）己卯科順天府鄉試第一百五名，萬曆十一年（1583年）癸未科會試第二百七十六名，登三甲第一百五十三名進士。工部觀政，次年授行人，十六年升任行人司右司副，二十年升司正，二十一年升户部员外郎，本年差九江鈔关，二十二年升郎中，二十三年官至湖广德安府知府。二十六年考察調簡，本年補高州府知府，丁憂歸。除服入京谒选，行至建州感疾卒。

## 家族
曾祖黃體纉；祖父黃英甫；父黃澤，號少槐，曾任省祭官。母李氏。